# Licenciado Trinidad García de la Cadena
Licenciado Trinidad García de la Cadena är en ort i Mexiko.   Den ligger i kommunen Las Choapas och delstaten Veracruz, i den sydöstra delen av landet, 600 km öster om huvudstaden Mexico City. Licenciado Trinidad García de la Cadena ligger 58 meter över havet och antalet invånare är 362.
Terrängen runt Licenciado Trinidad García de la Cadena är kuperad åt sydost, men åt nordväst är den platt. Runt Licenciado Trinidad García de la Cadena är det ganska glesbefolkat, med 29 invånare per kvadratkilometer. Närmaste större samhälle är Nueva Tabasqueña, 9,2 km norr om Licenciado Trinidad García de la Cadena. Omgivningarna runt Licenciado Trinidad García de la Cadena är en mosaik av jordbruksmark och naturlig växtlighet.